# Sandstone Retreat
Sandstone Retreat, officiellement Fondation de Sandstone pour la recherche en systèmes communautaires, était un domaine dédié au nudisme et à l'amour libre pour les échangistes, localisé dans le ranch de Sandstone, qui s'étendait sur 6 hectares (15 acres) dans les montagnes de Santa Monica et surplombant Malibu et l'océan Pacifique.

## Historique
Les débuts de la communauté proviennent de la mise en pratique des idéaux philosophiques de John (31 juillet 1932 – 24 mars 2013) et de sa femme, Barbara Williamson.
John était ingénieur de formation et ancien chef de projet chez Lockheed. Il avait travaillé à la conception et à la gestion de systèmes de soutien pour missiles, notamment au développement du missile Polaris. Au début des années 1960, il a créé sa propre entreprise d’électronique, qu’il a ensuite vendue, à l'adresse du 21400 Saddle Peak Road. C'était un groupe de bâtiments bien entretenus sur un site de 15 hectares au sommet d’une colline à Topanga Canyon en 1968.
Il a créé la Fondation Sandstone pour la recherche en systèmes communautaires, Inc. en 1969. Barbara Williamson, née Cramer, était une ancienne représentante des compagnies d'assurances qui avait rencontré et épousé John Williamson en 1966.
Les Williamson considéraient que leur mission était de promouvoir l'échange de partenaires sexuels et de libérer la société, estimant tous deux que la monogamie était sexuellement insatisfaisante et empêchait les gens d'avoir une vie épanouie.
Le domaine offrait à ses membres et aux clients au-dessus de 18 ans les ressources d'un spa à côté de plusieurs grandes zones de couchage en commun, ouvertes, intérieures et extérieures, ainsi que de salles de bains communes. On y faisait l'amour avec qui on voulait, où et quand on le voulait, sans aucune contrainte. Les candidats à l'admission étaient questionnés et évalués lors d'une visite d'une journée afin de déterminer s'ils pouvaient être reçus.
Le domaine était géré par un conseil de résidents comprenant jusqu'à 20 personnes cooptées. À son apogée au début des années 1970, il a accueilli des membres tels que Daniel Ellsberg, Anthony J. Russo Jr. (en)  , Betty Dodson, Max Lerner (en) et le Dr Alex Comfort, ainsi qu'un grand nombre de célébrités plus ou moins connues d'Hollywood, d'éducateurs, d'avocats et de quidams ordinaires. Les Williamson ont vendu le complexe en 1973 ; considéré n'avoir jamais été rentable, il a finalement été fermé en 1976.
Le domaine a fait l’objet d’un documentaire intitulé Sandstone (1975), toujours paru sur Indieflix.com. Il est mentionné dans l'édition de 1973 de More Joy of Sex, du Dr Alex Comfort (il a été oublié lors des éditions postérieures) et décrit dans le livre La Femme du voisin (1980) de l'auteur américain Gay Talese, qui s'est introduit à Sandstone en 1971 dans le cadre de ses préparatifs d'écriture du livre et y a vécu plusieurs mois, participant à ses activités.